# Gari-Gombo
Gari-Gombo est une commune du Cameroun située dans la région de l'Est et le département du Boumba-et-Ngoko, à proximité de la frontière avec la République centrafricaine.

## Population
Lors du recensement de 2005, la commune comptait 15 978 habitants, dont 4 588 pour Gari-Gombo Ville.

## Structure administrative de la commune
Outre Gari-Gombo proprement dit, la commune comprend les localités suivantes :
- Bélékoubou
- Diffolo
- Disso
- Gribi
- Kongo
- Kpokilita
- Lambo
- Lom
- Mampelé
- Mang
- Mbiali
- Mboutoundou
- Messadjisso
- Messe
- Metégomatsinomo
- Momzopia
- Mopouo
- Ndeng
- Ndjoukoudoumo
- Ngaresso
- Ngaretta
- Ngoko
- Ngopia
- Ngoundi II
- Noumbankoé
- Ntombi
- Ouesso
- Pateré
- Paya I
- Paya II
- Sangha
- Sembé